# Хэслем, Билл
Уильям Эдвард «Билл» Хэслем (англ. William Edward «Bill» Haslam, 23 августа 1958, Ноксвилл, Теннесси, США) — американский политик, представляющий Республиканскую партию. 49-й губернатор штата Теннесси (2011—2019). Владелец франшизы НХЛ «Нэшвилл Предаторз».

## Биография

### Ранние годы, образование и карьера
Билл Хэслем родился в Ноксвилле в 1958 году. Он был третьим ребёнком Джима Хэслема, основателя корпорации Pilot, и его жены Синтии. Джим Хэслем собирал деньги для Республиканской партии и был спонсором и доверительным собственником университета Теннесси на протяжении нескольких десятилетий.
Начальное образование Хэслем получил в частной школе совместного обучения в Ноксвилле, где был активистом христианской группы «Молодая жизнь» (англ. Young Life). В 1980 году он получил степень бакалавра истории в университете Эмори, где был членом братства Beta Chi.
Будучи подростком, Хэслем начал работать неполный рабочий день в корпорации отца. Он хотел преподавать историю и в будущем стать министром. После окончания университета Хэслем вернулся в Ноксвилл, где продолжил работать в компании Pilot, чтобы больше узнать о бизнесе перед поступлением в семинарию, но в итоге решил остаться в компании. В 1995 году он стал президентом компании, его брат — главным исполнительным директором, а отец — председателем правления.
В 1999 году Хэслем перешёл в компанию Saks Fifth Avenue в качестве главного исполнительного директора отдела электронной коммерции. В 2001 году он оставил Saks и вошёл в состав совета директоров сети магазинов одежды Harold Stores.
Хэслем является одним из владельцев Tennessee Smokies, бейсбольной команды из низшей лиги, а его брат Джеймс Хэслем III, нынешний президент корпорации Pilot Corp. & Pilot Flying J, в 2008 году стал миноритарным акционером футбольного клуба Pittsburgh Steelers.
В июне 2022 года приобрёл франшизу НХЛ «Нэшвилл Предаторз».

### Политическая карьера
В 2002 году Хэслем объявил, что будет баллотироваться на пост мэра Ноксвилла. Номинально Хэслем баллотировался как беспартийный, хотя он в то время уже был членом Республиканской партии. Его соперник, Мэделин Роджеро, критиковала Хэслема как марионетку нефтяной компании. 30 сентября 2003 года на всеобщих выборах Хэслем победил, набрав 52 % голосов против 46 % у соперника. В 2007 году он был переизбран, набрав на выборах 87 % голосов.
На посту мэра Хэслем провёл комплекс мероприятий по защите исторических и культурных памятников: сохранил историческое кафе S&W Cafeteria в центре города, построил новый кинотеатр Regal Riviera в центре города, а также возродил театр Бижу. В 2008 году президент Джордж Буш назначил его на четырёхлетний срок в состав Консультативного совета по вопросам охраны памятников истории. Хэслем также помог реализовать генеральный план развития набережной Южного Ноксвилла. Хэслем проводил сбалансированную бюджетную политику, что позволило удвоить экономию города во время его первого срока.
6 января 2009 года Хэслем объявил о своём намерении баллотироваться на пост губернатора штата Теннесси в 2010 году. На праймериз, состоявшихся 5 августа 2010 года, он набрал 48 % голосов и обошёл своих соперников Зака Вампа (29 %) и Рона Рэмси (22 %). 2 ноября 2010 года на всеобщих выборах Хэслем победил кандидата от Демократической партии Майка Маквертера, набрав 65 % голосов против 35 % у соперника. Республиканцы также увеличили своё большинство в обеих палатах законодательного собрания штата, получив полный контроль над властью штата впервые с 1869 года.
Хэслем заявил, что создание рабочих мест и долгосрочный экономический рост, а также реформа образования и создание дополнительных рабочих мест являются его главными приоритетами на посту губернатора. Он выступает за сохранение низких налогов в целях создания и поддержания благоприятной среды для бизнеса. Хэслем является противником абортов и выступает против однополых браков, хотя он и заявил, что предпочитает, чтобы его администрация больше внимания уделяла экономике и образованию, а не остросоциальным вопросам. Он также заявил, что выступает за применение санкций к предприятиям, которые нанимают на работу нелегальных иммигрантов.
4 ноября 2014 года на губернаторских выборах в паре с Роном Рэмси вновь одержал победу, набрав 70,3 % голосов. Вступил повторно в должность губернатора штата 15 января 2015 года.

### Личная жизнь
Билл Хэслем познакомился со своей будущей женой, Крисси Гарретт, в Университете Эмори, и они поженились в 1981 году. У них две дочери и сын.